# Maragheh
Maragheh este un oraș din Iran.